# Портсмутский газодиффузионный завод
Портсмутский газодиффузионный завод — предприятие атомной промышленности, расположенное в тауншипе Сайото, округ Пайк, штат Огайо, к югу от Пайктона, штат Огайо, где ранее производился обогащённый уран, включая оружейный, для программы по атомной энергии Соединенных Штатов и программы ядерного оружия США. Станция находится в состоянии остановки и готовится к дезактивации и выводу из эксплуатации, причем некоторые объекты находятся под контролем United States Enrichment Corporation, дочерней компании открытого акционерного общества USEC Incorporated (NYSE: USU). Ожидается, что работы по деактивации старых объектов для подготовки площадки к будущему использованию, осуществляемые компанией Fluor-B & W Portsmouth LLC, продлятся до 2024 года.
Портсмутский завод, названный так из-за своей близости к городу Портсмуту, штат Огайо, был одним из трех газодиффузионных заводов в Соединенных Штатах, наряду с заводом К-25 в Ок-Ридже, штат Теннесси, и заводом газодиффузии в Падьюке, штат Кентукки. Завод был построен в 1952—1956 годах, а первые обогатительные камеры были введены в эксплуатацию в 1954 году. Завод эксплуатировался компанией Goodyear Tire and Rubber Company с момента запуска в 1986 году, когда контракт был передан Мартину Мариетте. В 1993 году USEC взяла на себя общую ответственность за обогатительные фабрики в Падьюке и Портсмуте, продолжив контракт с Мартином Мариеттой. В 1995 году оператором стал Lockheed Martin с объединением Martin Marietta и Lockheed. В мае 2001 года завод «Пикетон» прекратил работу и был переведен в холодный режим. В 2006 году работы на площадке перешли в режим холодного останова в рамках подготовки к будущей дезактивации и выводу из эксплуатации.
Бывший газодиффузионный завод занимает 260 гектаров из 1528 гектаров общей территории площадки. Основные производственные здания, имеют общую длину около 2,4 км и занимают площадь 38 гектаров. В процессе эксплуатации пиковая потребляемая мощность составляла 2100 мегаватт.
В мае 2007 года на площадке в Портсмуте начато строительство коммерческой центрифужной установки для производства топлива для энергетических реакторов. Планировалось, что после завершения строительства коммерческий завод будет использовать около 11 500 центрифуг для производства 3,8 млн единиц работы разделения (SWU) в год.

## История
В августе 1952 года Комиссия по атомной энергии США (AEC) выбрала посёлок Scioto Township, занятый семейными фермами, в качестве площадки для новой газодиффузионной установки по производству высокообогащённого урана, U-235, для использования в военных реакторах и производства ядерного оружия. Расположенный недалеко от слияния рек Сайото и Огайо, этот участок был выбран из-за экономической доступности электрической энергии, наличия воды для работы завода, достаточных трудовых ресурсов, хорошо развитой транспортной сети, географических особенностей и относительной ровности рельефа.
Проекту был дан ускоренный приоритет. Из-за этой расстановки приоритетов, строительство сайта должно было начаться до того, как все архитектурные чертежи для сайта были завершены. Операции в Ок-Ридже AEC создали организацию под названием «Портсмутская область», которая будет руководить строительством и эксплуатацией завода, выбирать инженеров, строительных подрядчиков, планировать поставку критически важных материалов и любые другие непредвиденные обстоятельства. Были заключены единые соглашения между трудом и руководством, чтобы свести к минимуму количество остановок. Раннее планирование и организация имели место в импровизированных офисах в городских зданиях Портсмута, включая Оружейную палату Национальной гвардии, Elks City Club и старые фермерские дома на самой площадке. Девять архитектурных инженерных фирм приняли участие в проектировании завода, выпустив 12 000 проектных чертежей, 40 000 строительных чертежей и 16 000 рабочих чертежей. Расширенное планирование и планирование были чрезвычайно важны, потому что завод был спроектирован для ввода в эксплуатацию или «в процессе», как только каждый блок или сегмент в производственном здании был завершён, в то время как строительство продолжалось в других частях здания.
Строительство завода началось 18 ноября 1952 года. В тот же день землеройные машины начали выравнивать сельскохозяйственные угодья под фундамент здания. В строительстве использовалось более 90 тыс. тонн конструкционной стали, более 13 тыс. т арматурной стали в бетонных полах, около 1000 км технологических трубопроводов и 1600 км медных труб. Дополнительные 1600 км труб вели к остальным сооружениям завода и в контрольные помещения. Всего залито 380 тыс. м³ бетона, для этого на площадке завода был построен специальный бетонный завод для обслуживания подрядчиков. Его производительность составила 150 м³ бетона в час. На строительство ушло 70 млн человеко-часов.
Две железнодорожные компании за собственные средства построили в этом районе ответвления для перевозки строительных материалов и тяжёлого оборудования, включая 35 км железнодорожных путей на площадке завода. 40 км путей было проложено в районе завода, а также 11 км по периметру завода.
Первоначальная смета строительства 1,2 млрд долларов в течение 4 лет. Строительство было выполнено компанией «Peter Kiewit и Sons of Nebraska» за 750 млн долларов. Создание было завершено с опережением графика на несколько месяцев, что сэкономило на 34 процента первоначальной сметы или 400 млн долларов.

## Работа
Эксплуатация началась в 1954 году, в то время как строительство продолжалось, и завод начал работать в полную мощность в начале 1956 года, на несколько месяцев раньше запланированного срока.
Основным способом обогащения была газовая диффузия гексафторида урана для отделения более лёгкого делящегося изотопа U-235 от более тяжёлого неделящегося изотопа U-238. Первоначально завод производил материалы для ядерной программы США. В середине 1960-х годов завод перешел на производство топлива для коммерческих атомных электростанций. Завод в Портсмуте использовал материалы с завода в Падьюки, которые были обогащены до 2,75 % по U-235, а затем обогащал его примерно до 4 и 5 %.
В 1984 году Портсмутский завод имел мощность 8,3 млн единиц работы по разделению (SWU) в год на 4080 диффузионных установках. В трех корпусах Х-326, Х-330 и Х-333 размещалось газодиффузионное оборудование. Для отвода тепла использовались три комплекса градирен, X-626, X-630 и X-633. Через 11 градирен ежедневно проходило 2,6 млн т воды, из которых 76 тыс. т испарялось в воздух. Вода поступала из скважинных месторождений на реке Сайото, обеспечивая 150 тыс. т в день при работе на полную мощность.
Для поддержки работы AEC заключила крупнейший в истории электроэнергетики на тот момент контракт на поставку электроэнергии для одного потребителя . Потребляемая мощность составляла более 2000 МВт, что соответствует 18 млрд кВт-час в год. Чтобы удовлетворить требования по питанию, на территории были построены два больших коммутатора. Две крупные паровые электростанции были построены для подачи электроэнергии в Клифти-Крик в Мэдисоне, штат Индиана, и Кайгер-Крик в Галлиполисе, штат Огайо. В то время это были крупнейшие электростанции, построенные частной промышленностью, а также наиболее эффективные, с затратами 0,32 кг угля на 1 кВт-час электроэнергии. Электростанции ежегодно использовали 6,8 млн т угля.
В мае 2001 года USEC прекратила операции по обогащению урана на заводе Пикетон и сконцентрировала работу в Падьюке. В следующем году операции по перевалке и доставке были также объединены в Падьюке. [2] [3] Хотя в распоряжении USEC было 9 лет времени и финансирование, компания отключила каскады обогащения в Портсмуте, не очистив диффузионные ячейки. Джеффри Си написал в сентябре 2013 года, что компания USEC прекратит своё существование либо со стороны кредиторов (по крайнему сроку погашения кредита в октябре 2014 года), либо решением «регулирующих органов, которые найдут нарушения регламента», либо путем «отмены Акта о приватизации USEC Конгрессом».

## DUF6
Оборудование для переработки DUF6 (гексафторид обеднённого урана) в оксид урана расположено на газодиффузионном заводе в Падьюке, недалеко от Падьюки, штат Кентукки, и газодиффузионном заводе в Портсмуте, недалеко от Пикетона, штат Огайо. Каждый объект состоит из четырех зданий: здания для переработки, административного здания, склада и здания для регенерации KOH, а также пяти больших резервуаров для хранения кислоты и складских площадок для стальных цилиндров DUF6. В 2002 году Министерство энергетики США заключило контракт с компанией Uranium Disposition Services, LLC (UDS) на проектирование, строительство и эксплуатацию конверсионных установок DUF6 для конверсии DUF6 в оксид урана и фтористоводородную кислоту. В декабре 2010 года Министерство энергетики заключило с BWCS Conversion Services, LLC (BWCS) контракт на эксплуатацию перерабатывающихзаводов DUF6 до марта 2016 года. Babcock & Wilcox Conversion Services (BWCS) завершил начальные этапы проекта DUF6 в марте 2011 года. Ожидается, что обе установки будут полностью введены в эксплуатацию осенью 2011 года.

## Обогащение с помощью центрифуг
USEC прекратила операции по обогащению на Портсмутском газодиффузионном заводе в мае 2001 года после того, как она перенесла свои операции на завод газовой диффузии в Падьюке, шт. Кентукки. В 2000 г. USEC начала сотрудничать с Министерством энергетики США, чтобы возобновить деятельность по обогащению урана с помощью газовых центрифуг, которую Министерство энергетики осуществляло в начале 1960-х годов. В 1980-х годах Министерство энергетики начало строительство завода по центрифужному обогащению на площадке в Портсмуте, однако в июне 1985 года закрыло проект, потратив 3 миллиарда долларов. В конце 2002 года USEC начало свою программу испытаний свинцового каскада в Пикетоне. Комиссия по ядерному регулированию (NRC) лицензировала эту демонстрационную установку в 2004 году. Работы по свинцовому каскаду с использованием прототипов были начаты в августе 2007 года.
В марте 2010 года USEC начал эксплуатировать новый испытательный каскад готовых к коммерческому использованию центрифуг AC100. С августа 2007 года прототип USEC и центробежные машины AC100 накопили сотни тысяч часов рабочего времени. Эффективность свинцового каскада была подтверждена в различных условиях эксплуатации, при этом анализы продукта соответствуют отраслевым стандартам для производства коммерческого ядерного топлива для энергетических реакторов. NRC лицензировал USEC на строительство и эксплуатацию коммерческого центрифужного завода на площадке в Портсмуте в апреле 2007 года, а строительство началось в мае 2007 года. В августе 2009 года строительство было приостановлено из-за задержки с получением гарантии по кредиту от Министерства энергетики США. В настоящее время USEC ожидает одобрения этой гарантии по кредиту в размере 2 млрд долларов США. Предполагается, что строительство создаст почти 8 000 рабочих мест в Соединённых Штатах. После завершения строительства коммерческий завод будет использовать около 11 500 центрифуг для производства 3,8 млн единиц работы по разделению (SWU) в год.

## Дезактивация и текущая очистка
В течение почти 60 лет работ по очистке, техническому обслуживанию и замене технологического оборудования на площадке образовались отработанные растворители и другие загрязнители, которые были захоронены на полигонах или складировались в хранилищах на поверхности. На сегодняшний день загрязнение обнаружено в различных местах, включая производственные здания, бывшие градирни, полигоны, пруды с сточными водами и другие сооружения. Существуют также шлейфы подземных вод с ядерных могильников. Агентство по охране окружающей среды штата Огайо контролирует операции по очистке в соответствии с протоколом согласования 1989 года.
27 июня 2005 г. Министерство энергетики заключило контракт с LATA / Parallax Portsmouth, LLC (LPP). Это был первый контракт между предприятием малого бизнеса и Министерством энергетики на портсмутской площадке. В рамках экологической реабилитации участка LPP демонтировала 31 объект; 18-акровый комплекс распределительных щитов, который включал 160 башен, 18 больших трансформаторов, 10 синхронных конденсаторов, 2 распределительных щита, двухэтажную диспетчерскую и многие другие сооружения. Контракт с LPP был продлён в рамках проекта стимулирования Американского закона о восстановлении и реинвестировании 2009 года (ARRA), который заканчивается 29 марта 2011 года.
В 2008 году был завершён крупный проект по удалению 7000 т лома путём срезания и утилизации 382 старых корпусов технологического оборудования. В период с 2003 по 2010 год с площадки вывезено 59 500 т отходов.
В сентябре 2010 года Министерство энергетики США заключило контракт на последующую деятельность на сумму 1,2 миллиарда долларов США с компанией Fluor-B & W Portsmouth LLC. 29 марта 2010 г. компания Fluor-B & W перенесла оставшуюся сферу действия и количество сотрудников LPP и в настоящее время работает с USEC для перевода оставшегося персонала и обязанностей на объекте.

## Атомная энергия
Площадка была оценена потенциальное место строительства атомной электростанции консорциумом, включающим Areva, Duke Energy, USEC и UniStar Nuclear Energy, однако по состоянию на 2011 год таких предложение не поступило.

## Будущее сайта
Министерство энергетики в партнёрстве с округами Пайк, Джэксон, Росс и Сайото, а также с подрядчиком по разведке и добыче Fluor-B & W Portsmouth работают над подготовкой площадки для будущего использования.

## Открытие площадки
7 января 2019 года американский сенатор от штата Огайо Роб Портман объявил, что администрация Трампа выделила 115 миллионов долларов на открытие объекта, на котором работают 60 человек, где будет размещён каскад из 16 центрифуг для обогащения урана, при условии окончательного одобрения EPA.

## Инцидент в мае 2019 года
13 мая 2019 года обогащённый уран был обнаружен в средней школе Зана, в Пикетоне, штат Огайо, всего в 3 км от завода. Мониторирование чистоты воздуха, проведённое Министерством энергетики США, также обнаружил в окрестностях школы нептуний-237 — побочный продукт ядерных реакторов и производства плутония. Руководители приняли решение закрыть школу до конца учебного года. Районные предприятия, дома, грунтовые и подземные воды также подвергались проверкам. Это событие привело к групповому иску, поданному от имени жителей района группой адвокатов во главе со специалистом по борьбе с токсическими веществами Стюартом Смитом .

## Рекомендации
1. ↑  Key Facts: Portsmouth Gaseous Diffusion Plant. Gaseous Diffusion Plants. USEC, Inc.. Дата обращения: 14 ноября 2010. Архивировано 21 мая 2011 года.
2. 1 2  The American Centrifuge. USEC, Inc.. Дата обращения: 14 ноября 2010. Архивировано 15 ноября 2010 года.
3. ↑  Gaseous Diffusion Plants (недоступная ссылка — история). USEC, Inc.. Дата обращения: 14 ноября 2010.
4. ↑  History: Portsmouth Gaseous Diffusion Plant. Gaseous Diffusion Plants. USEC, Inc.. Дата обращения: 14 ноября 2010. Архивировано 2 января 2011 года.
5. ↑  Overview: Portsmouth Gaseous Diffusion Plant. Gaseous Diffusion Plants. USEC Inc.. Дата обращения: 14 ноября 2010. Архивировано 24 ноября 2010 года.
6. ↑  Nuclear Weapons Databook, Vol. III: U.S. Nuclear Warhead Facility Profiles (англ.). — Natural Resources Defense Council.
7. ↑  Sea, Geoffrey. Stiffed USEC Sues Feds in Nuclear Slugfest (Part 4). ecowatch (4 июня 2013). Дата обращения: 22 сентября 2013. Архивировано 25 сентября 2013 года.
8. ↑  Sea, Geoffrey. USEC’s Tsunami: Uranium Company Washes Out. ecowatch (19 сентября 2013). Дата обращения: 22 сентября 2013. Архивировано 24 сентября 2013 года.
9. ↑  AREVA Starts Operations at the Portsmouth Facility. NuclearStreet. 10 сентября 2010. Архивировано 22 декабря 2015. Дата обращения: 25 июля 2019.
10. ↑  DOE Gives AREVA Joint Venture Permission to Begin Operational Testing of New Ohio Facility. AREVA. Дата обращения: 14 ноября 2010. Архивировано 7 июля 2011 года.
11. ↑  Ohio EPA, U.S. Department of Energy Rech Cleanup Agreement. Ohio EPA. Дата обращения: 14 ноября 2010. Архивировано 27 декабря 2010 года.
12. ↑  Piatt, G.Sam. Public comment sought on nuclear power plant. Portsmouth Daily Times. Архивировано 15 июля 2011. Дата обращения: 14 ноября 2010.
13. ↑  Candisky, Catherine. $115M from feds earmarked to re-open uranium enrichment plant at Piketon. The Columbus Dispatch (англ.). Архивировано 7 января 2019. Дата обращения: 8 января 2019.
14. ↑  Staff, WLWT Digital (14 мая 2019). Detection of enriched uranium closes Pike County school; officials concerned about cancer risk. WLWT (англ.). Архивировано 14 мая 2019. Дата обращения: 14 мая 2019.
15. ↑  Pike County residents gather to discuss radiation class-action lawsuit (англ.). NBC4 WCMH-TV (16 июля 2019). Дата обращения: 17 июля 2019. Архивировано 17 июля 2019 года.